# Stammbach
Stammbach ist ein Markt im oberfränkischen Landkreis Hof. Der Ort liegt zwischen dem Fichtelgebirge und dem Frankenwald und gehört zum Hofer Land.

## Geographie

### Lage
Die Gemeinde liegt ca. 20 km östlich von Kulmbach. Im Westen verläuft die Bundesautobahn 9. Der Hauptort bildet mit Siedlung an der Gundlitzer-Straße im Westen, Horlachen im Nordosten und Altstammbach im Süden eine geschlossene Siedlung. Diese liegt am Stammbach. Im Süden steigt das Gelände zum Weißenstein an.

### Gemeindegliederung
Es gibt 45 Gemeindeteile (in Klammern ist der Siedlungstyp angegeben):
- Abendhut (Einöde)
- Altpoppenreuth (Einöde)
- Altstammbach (Einöde)
- Bucheckeinzel (Einöde)
- Bucheckmühle (Einöde)
- Bugeinzel b.Tennersreuth (Einöde)
- Fleisnitz (Dorf)
- Fleisnitzmühle (Einöde)
- Förstenreuth (Dorf)
- Gundlitz (Kirchdorf)
- Hampelshof (Weiler)
- Hartmannseinzel (Einöde)
- Herrnschrot (Weiler)
- Höflein (Einöde)
- Hohenbuchen (Einöde)
- Höhlmühle (Einöde)
- Horlachen (Weiler)
- Kirschbaum (Einöde)
- Kropfeinzel (Einöde)
- Kropfmühle (Einöde)
- Lindenhof (Einöde)
- Loh (Einöde)
- Metzlesdorf (Weiler)
- Mittlereinzel (Einöde)
- Oberbuch (Einöde)
- Obereinzel (Einöde)
- Obertennersreuth (Einöde)
- Oelschnitz (Dorf)
- Pumphaus a.Wildenhof (Einöde)
- Querenbach (Dorf)
- Reba (Einöde)
- Rindlas (Wochenendhaussiedlung)
- Röhrigeinzel (Einöde)
- Schützenhaus (Einöde)
- Senftenhof (Einöde)
- Sickenreuth (Einöde)
- Siedlung a.d.Gundlitzer-Straße (Weiler)
- Stammbach (Hauptort)
- Steinfurth (Einöde)
- Tennersreuth (Weiler)
- Untereinzel (Einöde)
- Weickenreuth (Dorf)
- Weißenstein (Einöde)
- Wildenhof (Einöde)
- Winklas (Einöde)

Außerdem gibt es die Wohnplätze Absengermühle, Einöde Schrot, Stammbach Bahnhof und Weißenstein. Goppelsdorf und Matter sind Wüstungen auf dem Gemeindegebiet.
Es gibt auf dem Gemeindegebiet die Gemarkungen Fleisnitz, Förstenreuth, Gundlitz, Stammbach und Straas (Gemarkungsteil 1). Die Gemarkung Stammbach hat eine Fläche von 8,799 km². Sie ist in 1866 Flurstücke aufgeteilt, die eine durchschnittliche Fläche von 4715 m² haben. In ihr liegen neben dem namensgebenden Ort die Gemeindeteile Altstammbach, Horlachen, Metzlesdorf, Oberbuch, Pumphaus a.Wildenhof, Rindlas, Schützenhaus, Senftenhof, Siedlung a.d.Gundlitzer-Straße und Weißenstein.

## Geschichte
Der Ort wurde in einem Urbar des Hochstifts Bamberg, das im Zeitraum von 1326 bis 1328 angefertigt wurde, als „Steinpach“ erstmals erwähnt. Die ursprüngliche Form ist bis 1384 bezeugt. Die dem fränkischen Dialekt entsprechende Form Stammbach tauchte 1352 erstmals in einer Urkunde auf.
Im Raum Stammbach gibt es vor- und frühgeschichtliche Bodendenkmäler, die eine frühe Besiedlung entlang der Altstraßen nahelegen. Das Ministerialengeschlecht der Walpoten förderte die Kultivierung des Stammbacher Raumes. Verschiedene Uradelsgeschlechter, zum Teil mit ihnen verwandt, waren die Nachfolger. Marktschorgast, wo sich der Würzburger Altzehnt nachweisen lässt, war der Ausgangspunkt für weitere Siedlungsimpulse. Später kamen die Andechs-Meranier und deren Erben waren kurzzeitig die Grafen von Orlamünde. Ihnen folgten Die Burggrafen von Nürnberg und späteren Markgrafen. Sie formten im Laufe der Jahrhunderte geschlossene Territorien. Auskunft über die Zeit um 1535 gibt das Landbuch von Stammbach. Neben Brandenburg-Kulmbach hatten das Kloster Himmelkron und die Adelsgeschlechter Waldenfels, Wallenrode, Rabensteiner von Wirsberg und Reitzenstein dort Besitz. Im 15. Jahrhundert waren die von Sparneck in Fleisnitz und im 17. Jahrhundert die Baum von Baumsdorf in Stammbach begütert. Als Wüstung ist der Ort Goppelsdorf überliefert. Metzlesdorf und Roth in Richtung Steinbach waren zeitweise Wüstungen. Die Markgrafen bauten gegenüber der reichsfreien Ritterschaft ihren Einfluss immer weiter aus und erlangten durch die Säkularisation des Klosters Himmelkron auch dessen Besitzungen. Ein markgräfliches Klosteramt führte allerdings die getrennte Verwaltung der Gebiete fort. Stammbach besaß wichtige magistratische Eigenrechte. Wichtige Erwerbszweige waren die Landwirtschaft, vereinzelter Bergbau, der Markthandel, das Handwerk und die Weberei. Stammbach wurde mehrmals von der Pest und anderen Seuchen heimgesucht. Das ehemalige Amt lag ab 1500 im Fränkischen Reichskreis.
Zur Realgemeinde Stammbach gehörten Altstammbach, Horlachen, Rindlas und Senftenhof. Gegen Ende des 18. Jahrhunderts bestand Stammbach aus 88 Anwesen und einer Pfarrkirche mit Pfarrhaus. Die Hochgerichtsbarkeit sowie die Dorf- und Gemeindeherrschaft stand dem bayreuthischen Vogteiamt Stammbach zu. Grundherren waren
- die Gemeinde: 1 Schule;
- das bayreuthische Stiftskastenamt Himmelkron: 4 Halbhöfe, 1 Söldengut, 1 Haus, 1 Tropfgütlein, 10 Tropfhäuser;
- das bayreuthische Verwaltungsamt Streitau: 1 Halbhof, 1 Tropfhaus;
- die Hofkanzlei Bayreuth: 1 Gut, 3 Gütlein, 2 Halbgütlein, 10 Häuser;
- der Bürgermeister und Rat Stammbach: 2 Mühlen, 1 Gut, 7 Gütlein, 2 Halbgütlein, 7 Söldengütlein, 4 Häuser, 1 Wohn- und Mulzhaus, 1 Häuslein, 19 Tropfhäuser, 7 Tropfhäuslein;
- das Gotteshaus Stammbach: 1 Tropfhaus.[10]

Zwei Brände in den Jahren 1800 und 1822 richteten großen Schaden an. Die Handweberei bildete für die in der Zeit der Industrialisierung aufblühende Textilindustrie eine gute Ausgangslage mit billigen und qualifizierten Arbeitskräften. Im 19. Jahrhundert wanderten viele Menschen nach Amerika aus, um der wirtschaftlichen Not zu entkommen.
Von 1797 bis 1810 unterstand Stammbach dem Justiz- und Kammeramt Gefrees. Nachdem im Jahr 1810 das Königreich Bayern das Fürstentum Bayreuth käuflich erworben hatte, wurde der Ort bayerisch. Infolge des Ersten Gemeindeedikts wurde 1812 der Steuerdistrikt Stammbach gebildet. Zu diesem gehörten Absengermühle, Altstammbach, Hartmannseinzel, Höhlmühle, Horlachen, Kropfeinzel, Kropfmühle, Metzlesdorf, Mittlereinzel, Oberbuch, Obereinzel, Rindlas, Röhrigeinzel, Senftenhof, Untereinzel, Weickenreuth und Wildenhof. Zugleich entstand die Ruralgemeinde Stammbach, die deckungsgleich mit dem Steuerdistrikt war. Sie war in Verwaltung und Gerichtsbarkeit dem Landgericht Münchberg zugeordnet und in der Finanzverwaltung dem Rentamt Münchberg (1919 in Finanzamt Münchberg umbenannt). 1840 entstanden zwei Gemeinden:
- Förstenreuth mit Hartmannseinzel, Höhlmühle, Kropfeinzel, Kropfmühle, Mittlereinzel, Obereinzel, Röhrigeinzel, Untereinzel, Weickenreuth und Wildenhof;
- Stammbach mit Absengermühle, Altstammbach, Horlachen, Metzlesdorf, Oberbuch, Rindlas und Senftenhof. Stammbach Bahnhof und Weißenstein wurden etwas später auf dem Gemeindegebiet gegründet.

Ab 1862 gehörte Stammbach zum Bezirksamt Münchberg, 1939 in Landkreis Münchberg umbenannt. Die Gerichtsbarkeit blieb beim Landgericht Münchberg (1879 in Amtsgericht Münchberg umgewandelt). Die Gemeinde Stammbach hatte 1928 eine Fläche von 8,789 km².

### Eingemeindungen
Stammbach gehörte zum ehemaligen Landkreis Münchberg. Im Jahr 1938 wurde die Gemeinde Fleisnitz eingegliedert. Im Zuge der Gebietsreform in Bayern kamen am 1. Juli 1972 Förstenreuth und ein Teil der Gemeinde Straas dazu. Gleichzeitig wurde der Landkreis Münchberg aufgelöst, die Gemeinde kam zum Landkreis Hof. Gundlitz wurde am 1. Januar 1978 eingemeindet.

### Einwohnerentwicklung
Im Zeitraum von 1988 bis 2018 sank die Einwohnerzahl von 2725 auf 2338 um 387 bzw. um 14,2 %.
Gemeinde Stammbach
| Jahr      | 1812   | 1840   | 1852   | 1861   | 1867   | 1871   | 1875   | 1880   | 1885   | 1890   | 1895   | 1900   | 1905   | 1910   | 1919   | 1925   | 1933   | 1939   | 1946   | 1950   | 1961   | 1970   | 1987   | 2000 | 2010   | 2015   | 2022   |
| Einwohner | 1038   | 1357   | 1227   | 1329   | 1353   | 1339   | 1349   | 1252   | 1324   | 1263   | 1232   | 1308   | 1319   | 1391   | 1224   | 1389   | 1692   | 1908   | 2637   | 2751   | 2557   | 2419   | 2755   | 2662 | 2400   | 2368   | 2345   |
| Häuser    | 185    |        |        |        |        | 152    |        |        | 154    | 153    |        | 160    |        |        |        | 199    |        |        |        | 339    | 440    |        | 865    |      |        | 880    | 903    |
| Quelle    | [ 11 ] | [ 16 ] | [ 16 ] | [ 17 ] | [ 18 ] | [ 19 ] | [ 20 ] | [ 21 ] | [ 22 ] | [ 23 ] | [ 16 ] | [ 24 ] | [ 16 ] | [ 25 ] | [ 16 ] | [ 12 ] | [ 16 ] | [ 16 ] | [ 16 ] | [ 26 ] | [ 27 ] | [ 28 ] | [ 29 ] |      | [ 30 ] | [ 30 ] | [ 31 ] |

Ort Stammbach
| Jahr      | 1812   | 1819   | 1861   | 1871   | 1885   | 1900   | 1925   | 1950   | 1961   | 1970   | 1987   |
| Einwohner | *615   | †      | 1131   | 1167   | 1162   | 1153   | 1197   | 2214   | 2103   | +1880  | °1815  |
| Häuser    | *111   |        |        |        | 128    | 134    | 169    | 263    | 356    |        | °562   |
| Quelle    | [ 11 ] | [ 32 ] | [ 17 ] | [ 19 ] | [ 22 ] | [ 24 ] | [ 12 ] | [ 26 ] | [ 27 ] | [ 28 ] | [ 29 ] |

## Religion
Zum Ort gehören die evangelisch-lutherische Marienkirche und die Friedhofskirche sowie die katholische Kirche Auferstehung Christi am Weickenreuther Weg. Im Gemeindeteil Gundlitz befindet sich eine katholische Kapelle. In der Mühlstraße gab es bis 2011 eine methodistische Kirche, das Gebäude wird inzwischen als Wohnhaus genutzt. Im Gemeindeteil Herrnschrot wurde 2008 das erste buddhistische Waldkloster in Deutschland gegründet, das Waldkloster Muttodaya.

## Politik
- CSU: 5
- WGSL: 4
- SPD: 3
- ULS: 2

### Marktgemeinderat
Der Marktgemeinderat hat 14 Mitglieder. Weiteres Mitglied und Vorsitzender des Marktgemeinderats ist der Bürgermeister. Bei der Kommunalwahl vom 15. März 2020 haben von den 1971 stimmberechtigten Einwohnern im Markt Stammbach 1279 von ihrem Wahlrecht Gebrauch gemacht, womit die Wahlbeteiligung bei 64,89 % lag.

### Bürgermeister
Erster Bürgermeister ist seit Mai 1996 Karl Philipp Ehrler (CSU). Bei der Kommunalwahl vom 15. März 2020 wurde er mit 78,36 % der Stimmen wiedergewählt.

### Wappen und Flagge
Wappen
| | Blasonierung: „Gespalten; vorne geviert von Silber und Schwarz; hinten geteilt von Silber und Grün durch eine schräglinke natürliche Linie, darauf zwei grüne pappelartige Laubbäume, unten ein sich verjüngender flachgewellter silberner linker Schrägbalken.“ |
| Wappenbegründung: Das Stammbacher Wappen gibt es seit dem 16. Jahrhundert, belegt durch ein Siegel von 1562. Von 1819 bis 1836 hatte die Zollernvierung die Farben Silber und Blau. Die Elemente des Siegels stammen aus dem Wappen der Markgrafen von Brandenburg-Bayreuth. | |

Flagge
Die Gemeindeflagge ist schwarz-weiß.

## Sehenswürdigkeiten
Der Weißenstein ist der 668 m ü. NHN hohe Hausberg von Stammbach. Er besteht im Wesentlichen aus Eklogiten. Auf dem Gipfel befinden sich der Weißensteinturm und ein Gasthaus.

### Baudenkmäler
- Friedhofskirche (Stammbach)
- Marienkirche (Stammbach)

## Wirtschaft und Infrastruktur

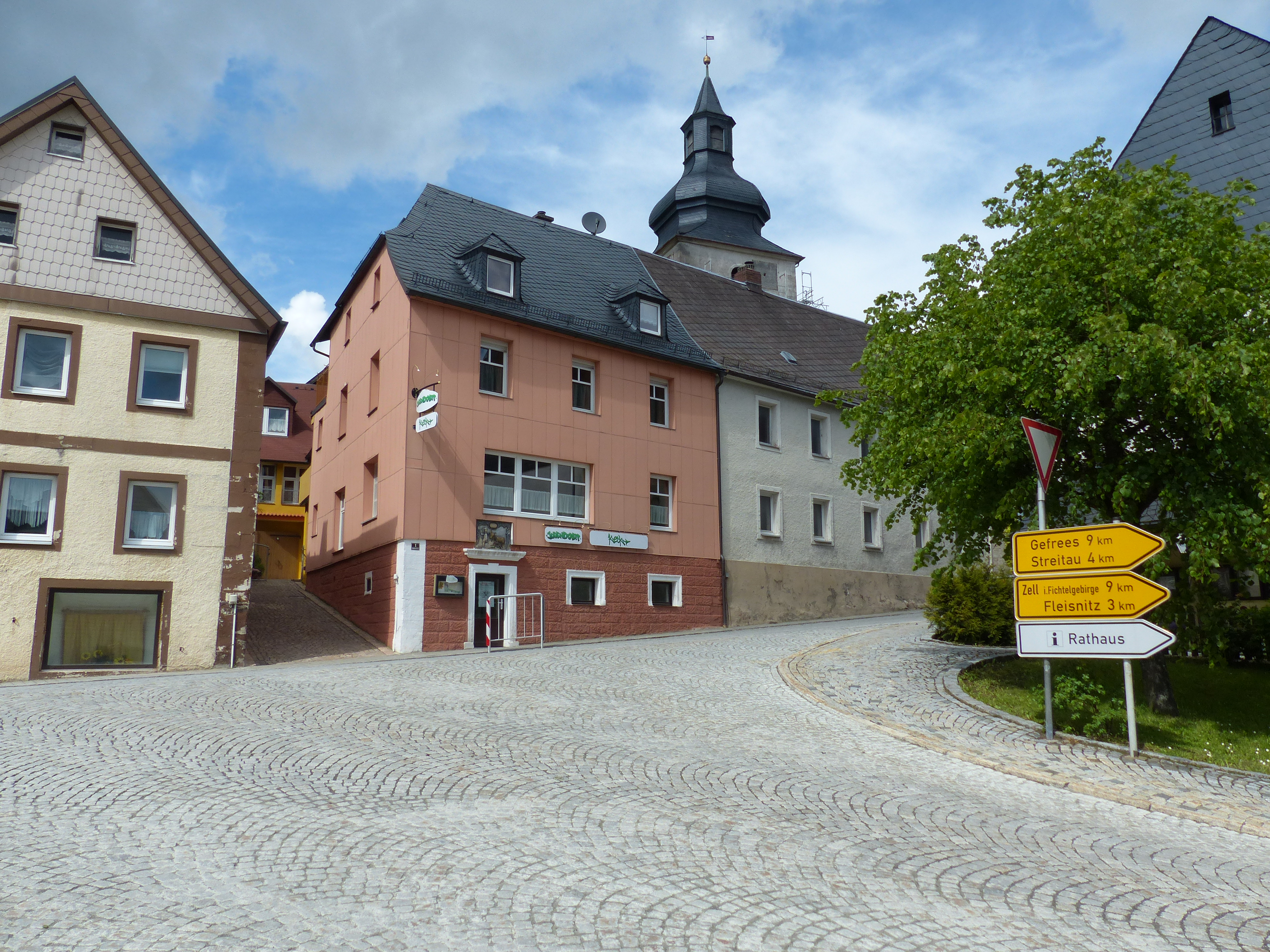
Jugendtreff in der Ortsmitte

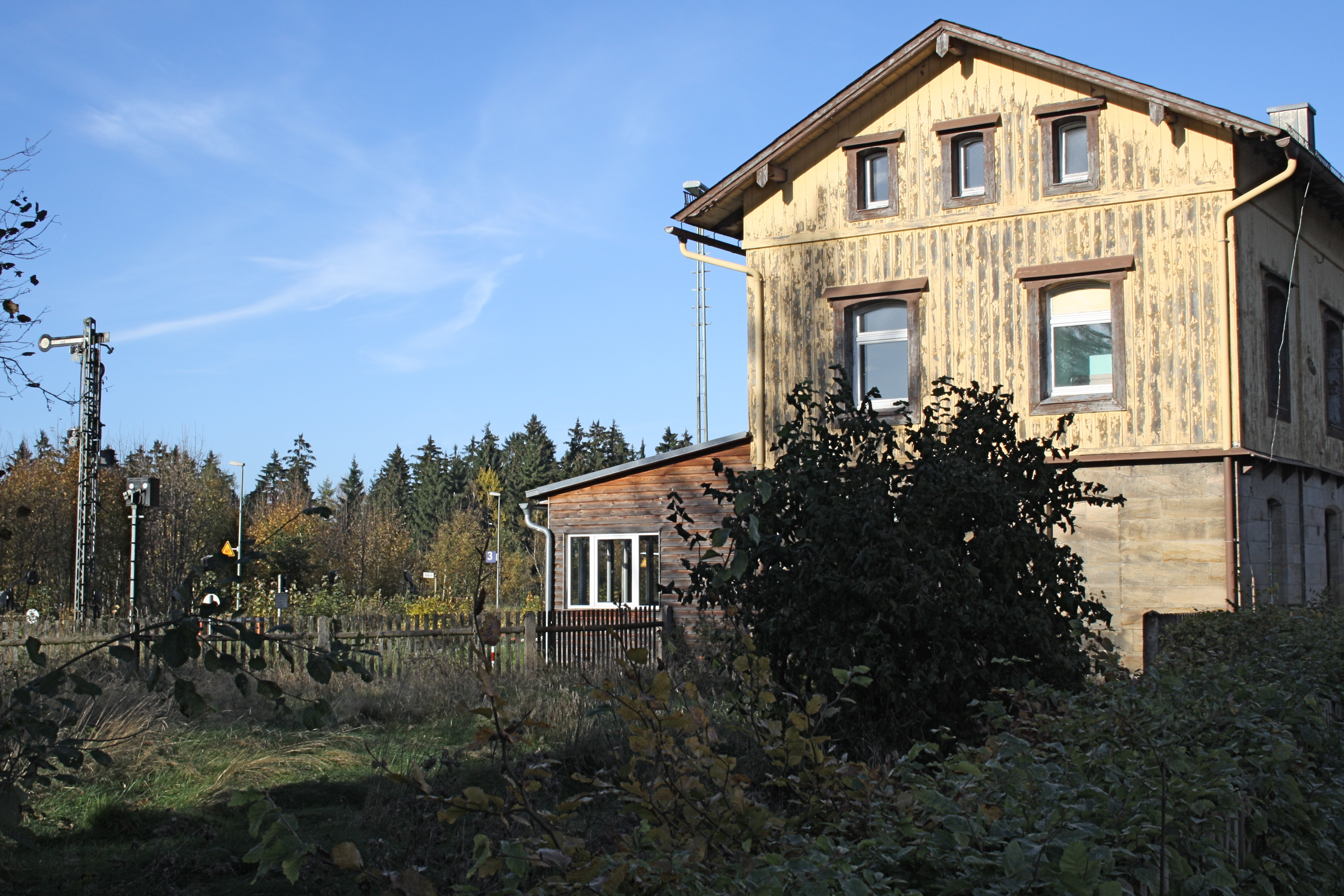
Bahnhof

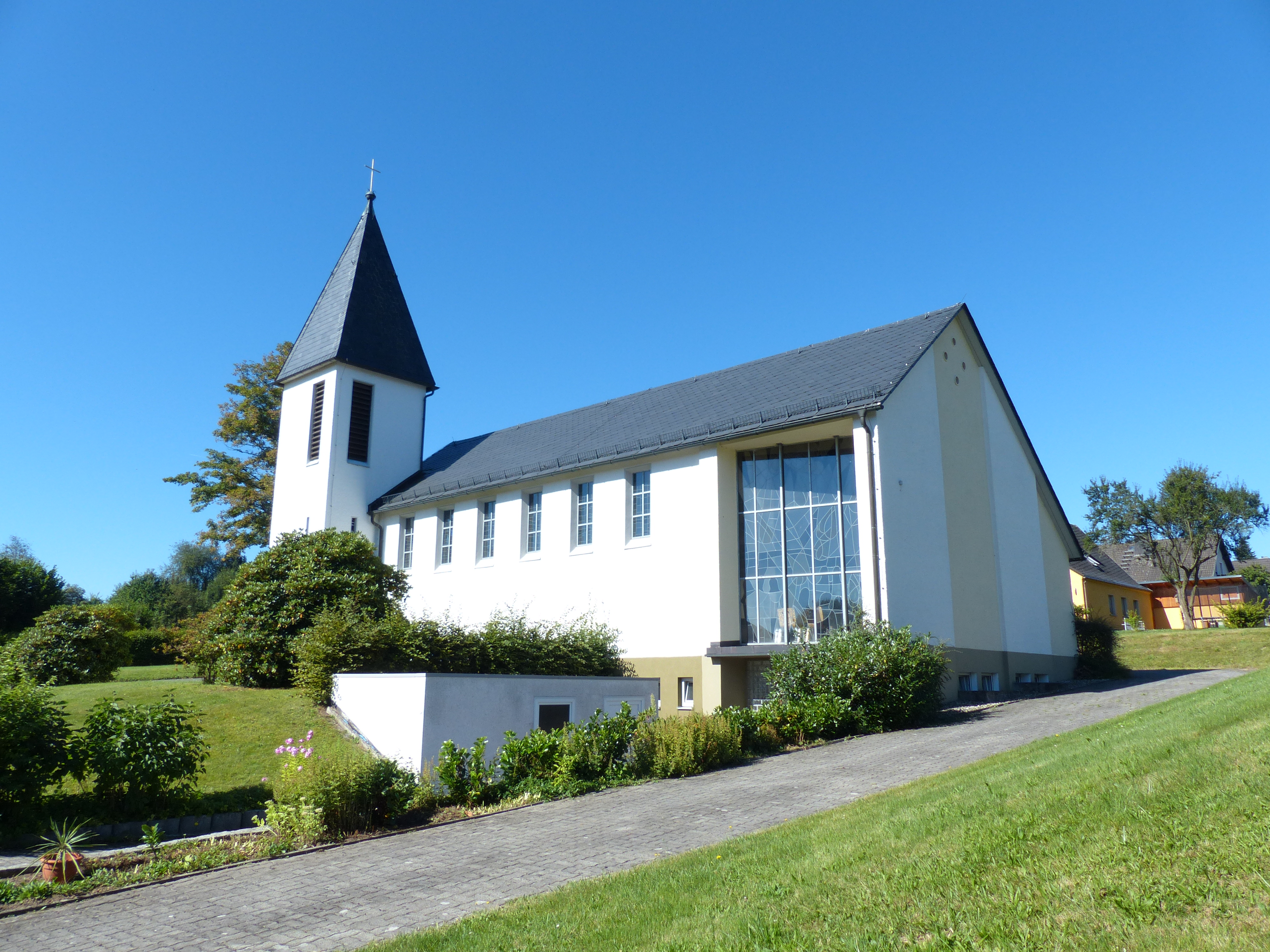
Katholische Kirche

### Wirtschaft einschließlich Land- und Forstwirtschaft
Die Gemeindesteuereinnahmen betrugen im Jahr 1999 umgerechnet 1.051.000 Euro, davon waren 55.000 Euro (netto) Gewerbesteuereinnahmen.
Im Jahr 1998 gab es nach der amtlichen Statistik im produzierenden Gewerbe 428 und im Bereich Handel und Verkehr 37 sozialversicherungspflichtig Beschäftigte am Arbeitsort. In sonstigen Wirtschaftsbereichen waren am Arbeitsort 98 Personen sozialversicherungspflichtig beschäftigt. Sozialversicherungspflichtig Beschäftigte am Wohnort gab es insgesamt 945. Im verarbeitenden Gewerbe gab es fünf Betriebe, im Bauhauptgewerbe sechs Betriebe. Zudem bestanden im Jahr 1999 70 landwirtschaftliche Betriebe mit einer landwirtschaftlich genutzten Fläche von 1938 Hektar, davon waren 1279 Hektar Ackerfläche.

### Verkehr
Die Bahnstrecke Bamberg–Hof durchquert das Gemeindegebiet in Nord-Süd-Richtung. Der Bahnhof Stammbach ist etwa 1,5 km vom Ortskern entfernt.
Die Kreisstraße HO 20/KU 27 führt über Solg  zur Anschlussstelle 36 Münchberg-Süd der Bundesautobahn 9 (4,7 km nordöstlich) bzw. an Roth und Steinbach vorbei nach Marienweiher (4,2 km westlich). Die Kreisstraße HO 21/KU 1/BT 7 führt nach Gundlitz (2,4 km südwestlich) bzw. nach Streitau (3,7 km südlich). Die Kreisstraße HO 35 führt an Pumphaus am Wildenhof und Wildenhof vorbei nach Förstenreuth (2,2 km nördlich). Die Kreisstraße HO 20 führt an Metzlesdorf und Fleisnitzmühle vorbei nach Fleisnitz (2,5 km östlich). Anliegerwege führen nach Senftenhof (1,1 km südöstlich) und nach Weißenstein (1,5 km südlich).

### Bildung
Träger einer viergruppigen Kindertagesstätte mit 50 Kindergartenplätzen und seit 2012 24 Krippenplätzen ist die evangelisch-lutherische Kirchengemeinde. Am 1. September 2016 wurden insgesamt 71 Kinder betreut.
Eine offene Ganztagsschule für Grundschüler bietet auch in den Ferien Betreuung an.

## Persönlichkeiten

### Söhne und Töchter der Gemeinde
- Johann Tramm (1689–1710), Hofzwerg
- Karl Schricker (1912–2006), Maler, geboren in Förstenreuth
- Rudolf Frankenberger (1932–2023), Bibliothekar
- Dieter Döhla (* 1944), Jurist, Oberbürgermeister der Stadt Hof (1988–2006)

### Personen, die mit Stammbach in Verbindung stehen
- Johann Ernst Teichmann (1694–1746), Pfarrer in Stammbach, Historiker